# 吉羽大橋

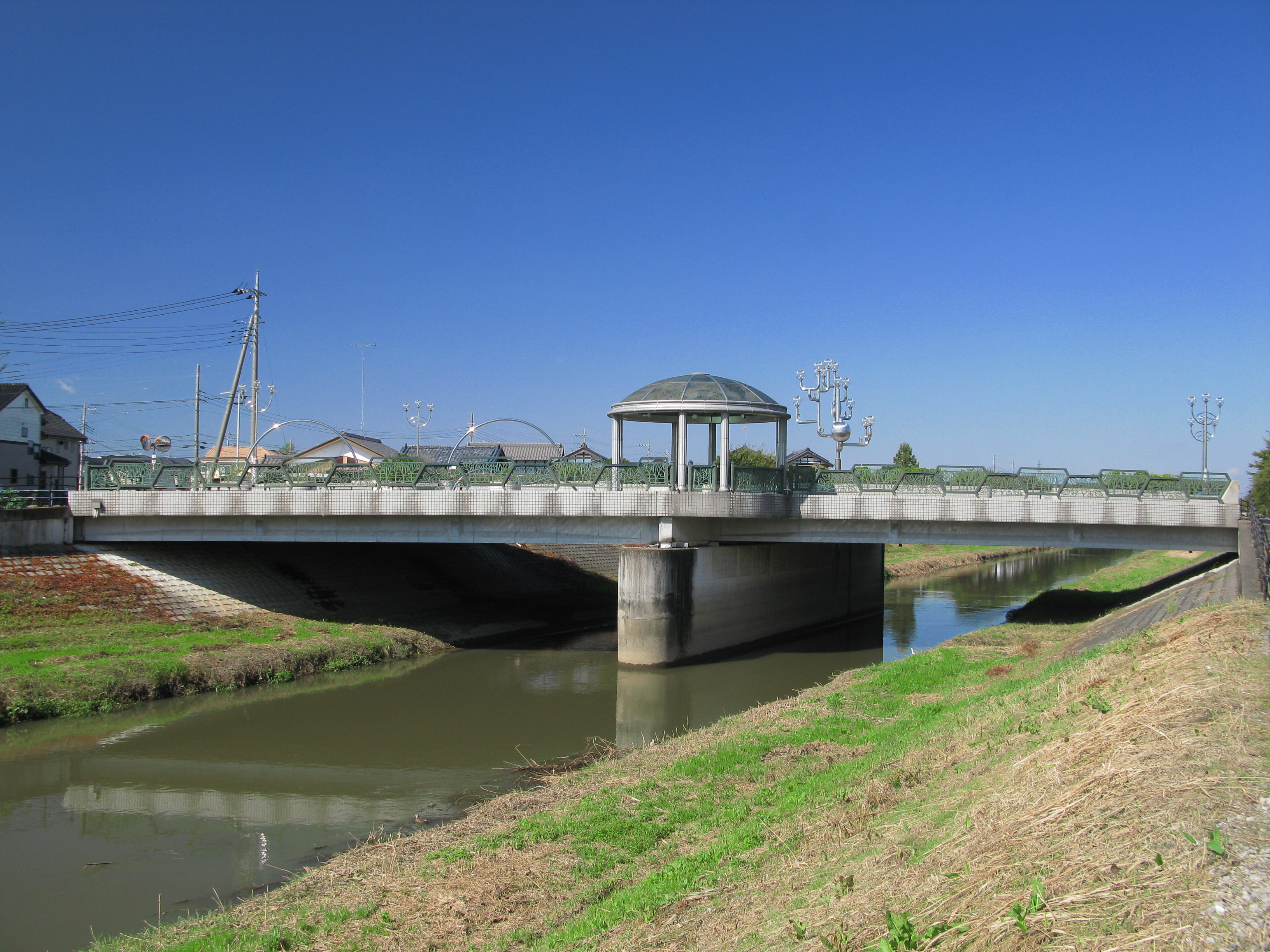
左岸下流側から

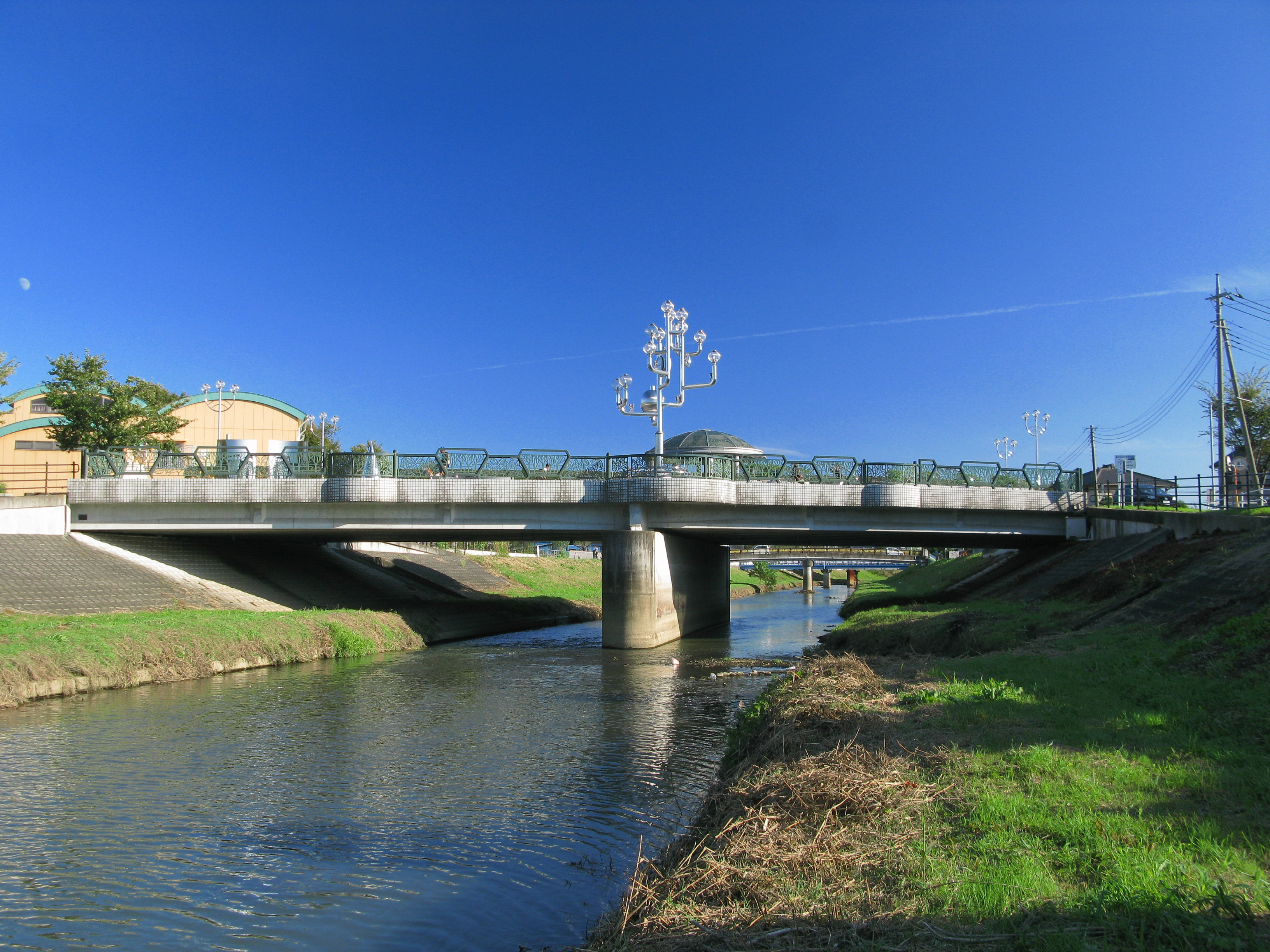
歩道部分

吉羽大橋（よしばおおはし）は、埼玉県久喜市に所在する青毛堀川にかかる久喜市道久喜13号線の道路橋である。

## 概要
この吉羽大橋は市道平沼和戸線（通称：けやき通り）の青毛堀川橋梁として1993年（平成5年）3月に竣工し、同年7月14日開通した道路橋である。橋長は44.6 m、幅員は22.5 mである。橋梁の基本機能としては車道および歩道であるが、このうち歩道部分は公園橋となっており、からくりモニュメント（からくり時計）・あずまや・ベンチ・植栽・街灯・モニュメント類（円錐型および波板状、球状など）が所在している。
2016年度に伸縮装置（フィンガージョイント）の交換等が行なわれた。また、2023年度に高欄の交換等が予定されている。

## からくりモニュメント
時間 - 曲目
- 8:00 - 静かな湖畔の森の影から
- 10:00 - おもちゃのマーチ
- 12:00 - 大きな古時計
- 15:00 - 展覧会の絵
- 17:00 - 家路・いちばん星見つけた

## 隣の橋
- 青毛堀川

（上流） - 喜橋（県道幸手久喜線） - 高田橋（市道） - 吉羽大橋 - 江口橋（市道） - 河原橋（市道） - （下流）